# Paul Sérusier
Paul Sérusier (ur. 9 listopada 1864 w Paryżu, zm. 7 października 1927 w Morlaix) – francuski malarz, organizator nabizmu – awangardowego kierunku w sztuce.

## Życiorys
Urodził się w zamożnej rodzinie, uczył się w Lycée Condorcet w Paryżu. Studiował filozofię, grekę i łacinę (otrzymał tzw. klasyczne wykształcenie). Tam też poznał Maurice’a Denisa i Edouarda Vuillarda, z którymi od 1894 współtworzył grupę malarską tworzącą pod nazwą Nabiści. Był osobą wszechstronnie uzdolnioną, lecz zdecydował się na malarstwo. W 1885 wstąpił do Académie Julian. W 1893 roku romansował z przebywającą wówczas w Paryżu Gabrielą Zapolską, od której Muzeum Narodowe w Warszawie odkupiło kolekcję jego obrazów. W 1912 poślubił Louise Marguerite Gabriel-Claude.

## Twórczość
Podróż do Bretanii w 1888 dokonała przełomu w jego życiu i działalności artystycznej. Poznał wtedy Paula Gauguina i otrzymał od niego wiele cennych porad dotyczących malarstwa. Dzięki nim powstał obraz Talizman – dzieło założycielskie i symboliczne dla nabizmu. Początkowo nazywał się Las miłości – namalował go w lasku w Pont-Aven. Praca ta miała pomagać innym nabistom w tworzeniu według pierwszych wrażeń wizualnych, wyłaniając czyste kolory przedmiotów i nie dbając o kopiowanie rzeczywistości.
Pasjonował się folklorem i pejzażami tego rejonu, nazywając go swoją „duchową ojczyzną”. Stanowił dla niego największe natchnienie.
Uważał, że istnieje związek między sztuką i nauką ukazujący się w tym, że w obu tych dziedzinach objawia się Bóg. Poszukiwał, jak mówił, „niezmiennych zasad w sztuce”. Niektóre dzieła, a także rozważania teoretyczne Paula Sérusiera i innych nabistów nazwane są „poszukiwaniem absolutu” naznaczonym mistycyzmem, który objawia się m.in. w prostocie i pragnieniu ukazania uniwersalnego piękna.

## Wybrane dzieła
- Biała krowa (ok. 1895), Muzeum Narodowe w Warszawie
- Bretonka siedząca nad brzegiem morza (1895), Muzeum Narodowe w Warszawie
- Melancholia albo bretońska Ewa (ok. 1891), Musée d’Orsay
- Naik-narzeczona (1895), Muzeum Narodowe w Warszawie
- Panneau bretońskie z dziećmi (1894), Muzeum Narodowe w Warszawie
- Piorące w Laicie (1892),
- Sen ziemi (ok. 1894), Muzeum Narodowe w Warszawie
- Talizman (1888), olej na desce 27 × 22 cm, Musée d’Orsay
- Zbieracz morskiej trawy (1890),
- Zbiór jabłek (1895),
- Zjadacze węży (1894), Muzeum Narodowe w Warszawie

## Galeria

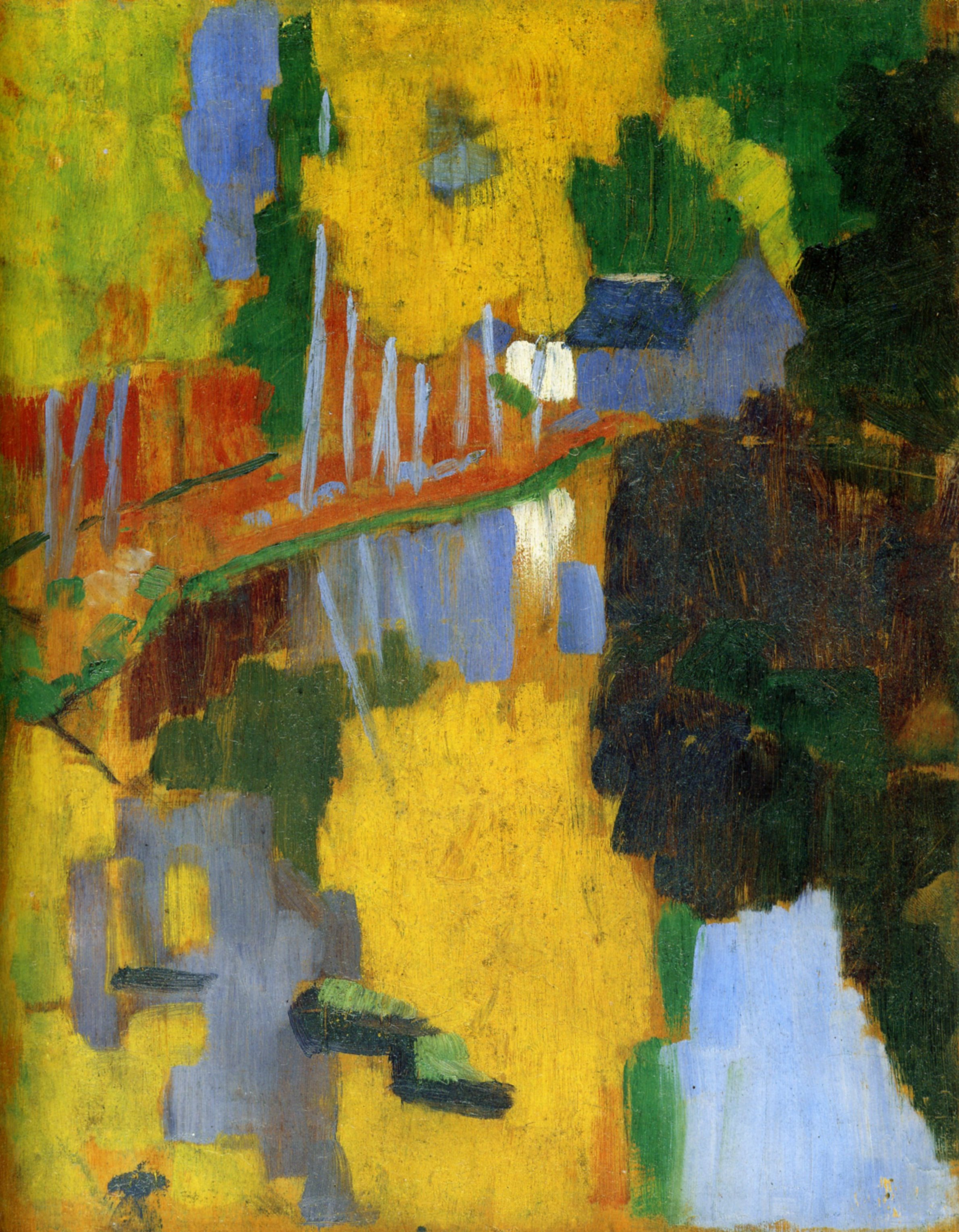
Talizman, 1888 Musée d’Orsay
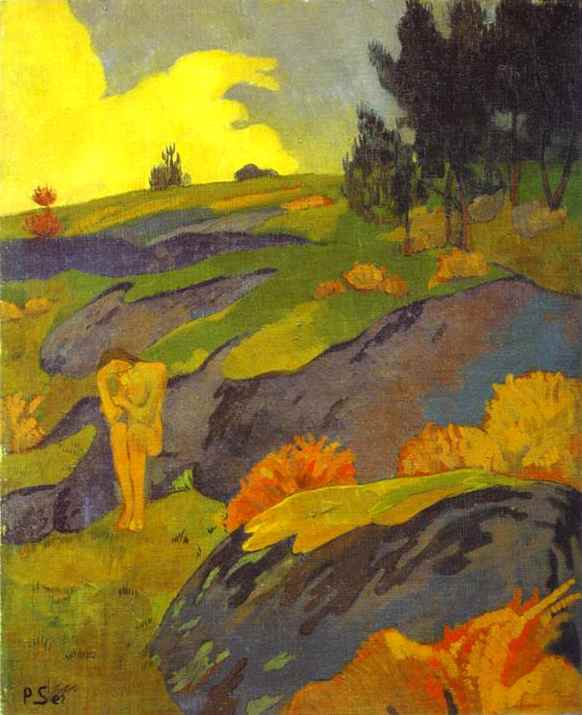
Melancholia, ok. 1891 Musée d’Orsay
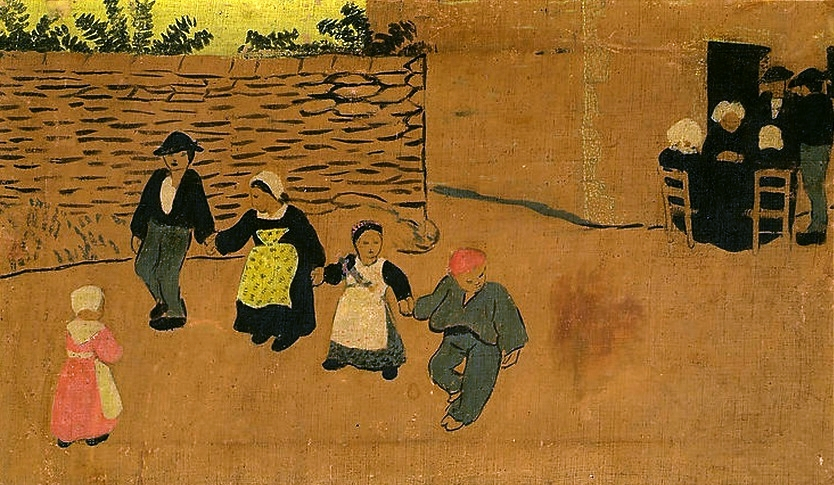
Panneau bretońskie z dziećmi, 1894 Muzeum Narodowe w Warszawie
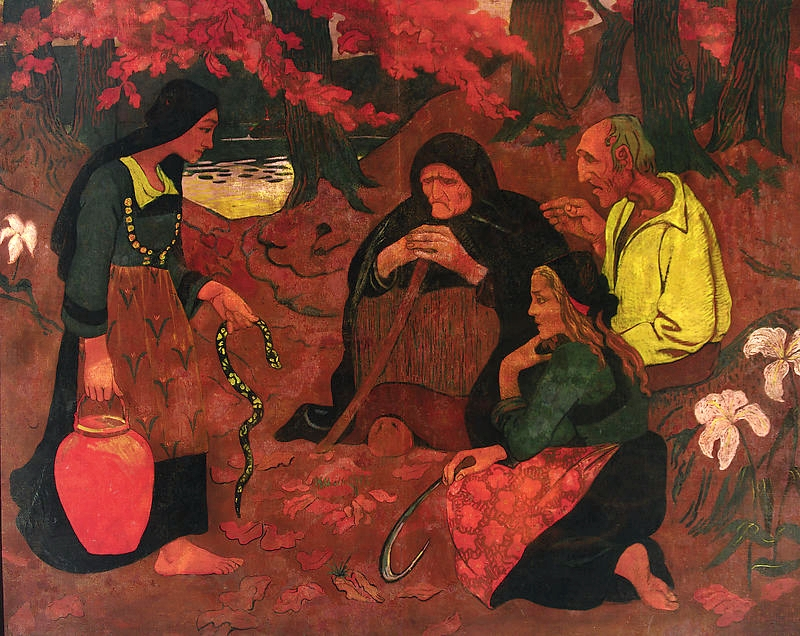
Zjadacze węży, 1894 Muzeum Narodowe w Warszawie
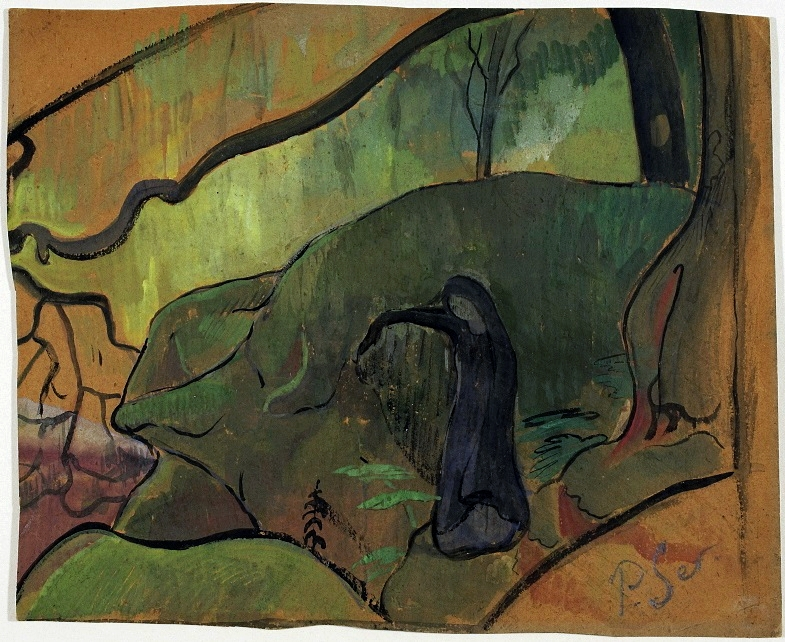
Sen ziemi, ok. 1894 Muzeum Narodowe w Warszawie
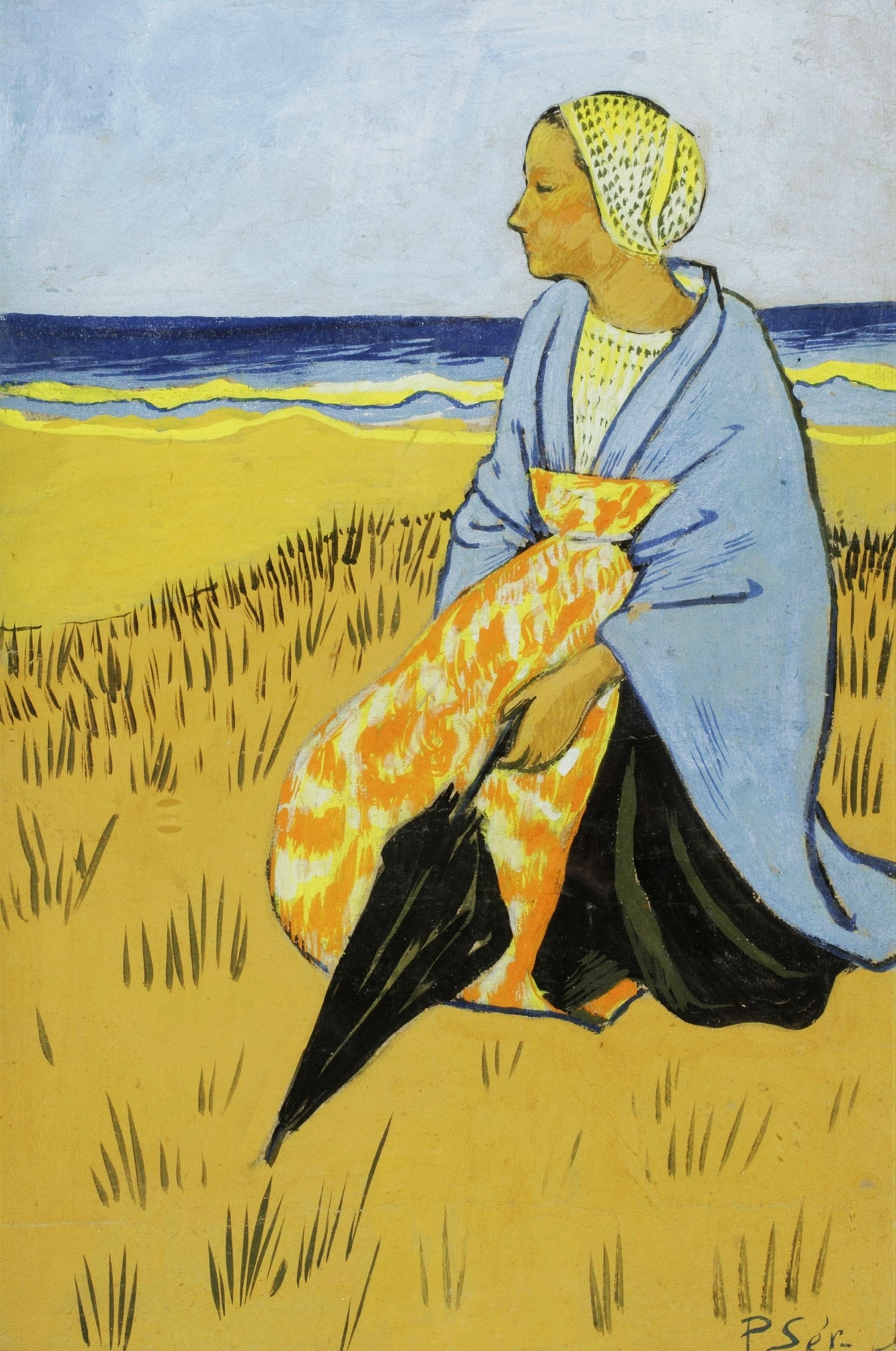
Bretonka siedząca nad brzegiem morza, 1895 Muzeum Narodowe w Warszawie
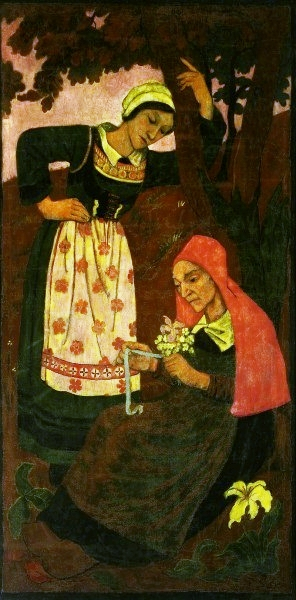
Naik-narzeczona, 1895 Muzeum Narodowe w Warszawie
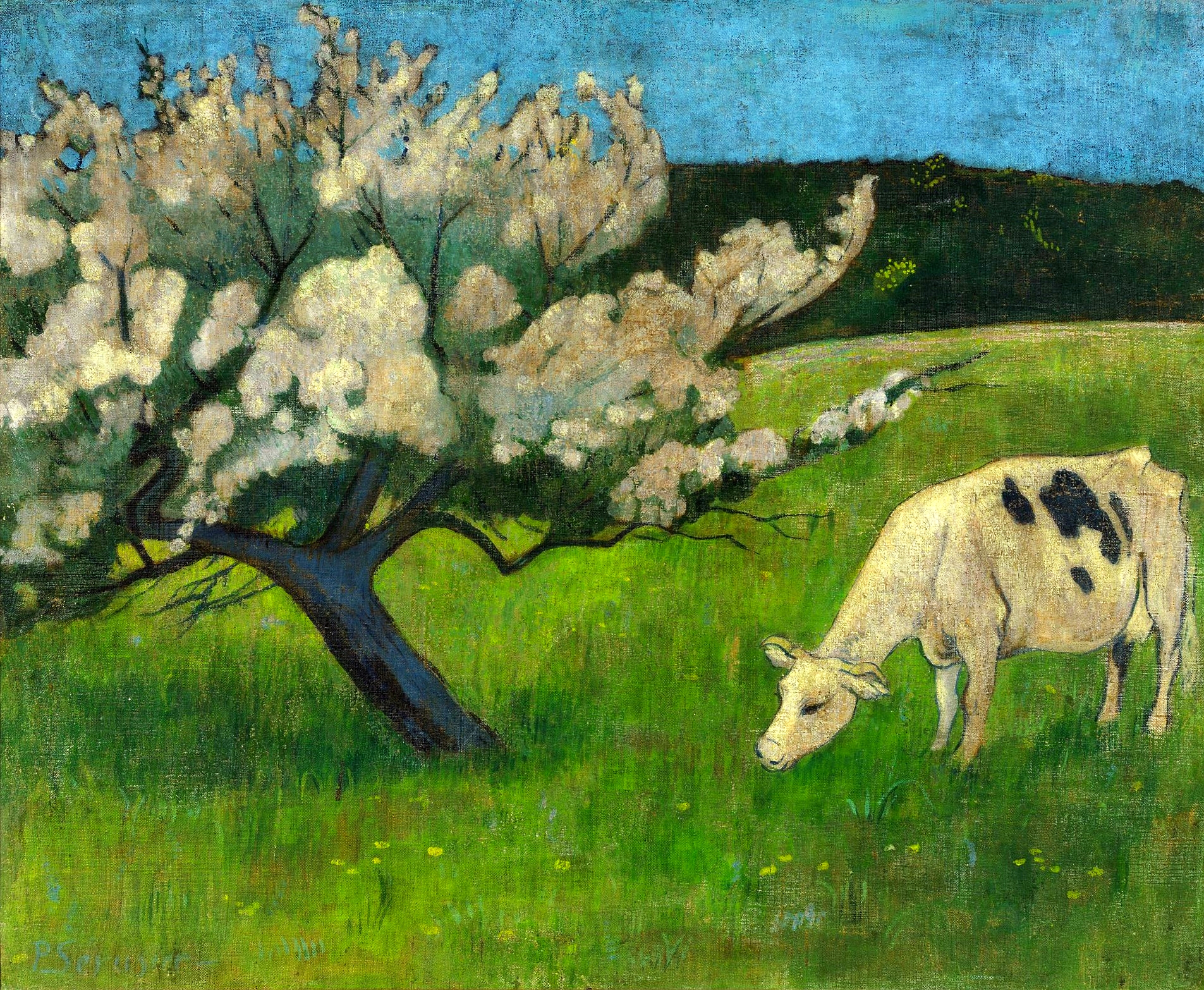
Biała krowa, ok. 1895 Muzeum Narodowe w Warszawie